# Родольфо Нері Вела
Родольфо Нері Вела (ісп. Rodolfo Neri Vela; нар. 19 лютого 1952) — мексиканський вчений і астронавт, який літав на борту космічного човника НАСА 1985 року. Другий латиноамериканець, який побував у космосі (після кубинського космонавта Арнальдо Тамайо Мендеса).

## Життєпис
Народився в Чильпансінго-де-лос-Браво (Герреро, Мексика), в родині, що має індіанське, іспанське та італійське коріння.
Професор відділу телекомунікацій кафедри електротехніки інженерного факультету Національного автономного університету Мексики (UNAM).

## Освіта
Навчався в середній школі "Erasmo Castellanos Quinto". 1975 року здобув ступінь бакалавра механіки та електротехніки в Національному автономному університеті Мексики (UNAM), а 1976 року — ступінь магістра наук з телекомунікаційних систем в Університеті Ессексу (Англія). 1979 року в Бірмінгемському університеті здобув ступінь доктора з електромагнітного випромінювання та провів там один рік постдокторських досліджень хвилеводів.

## Кар'єра
Працював у Інституті інженерів з електротехніки та електроніки (США); Інституті інженерів-електриків (Велика Британія); Мексиканській асоціації інженерів з електричних та електронних комунікацій і Коледжі інженерів механіки та електротехніки (Мексика).
Також працював у Інституті електротехнічних досліджень (Мексика), в групі радіозв'язку, де займався дослідженнями та системним плануванням теорії та дизайну антен, систем супутникового зв'язку та технології наземних станцій.
Нині[коли?] також є штатним науковим співробітником кафедри електротехніки інженерного факультету UNAM.
2016 року брав участь у латиноамериканському дубляжі фільму У пошуках Дорі як оповідач запису Інституту морського життя.

## Космічний політ

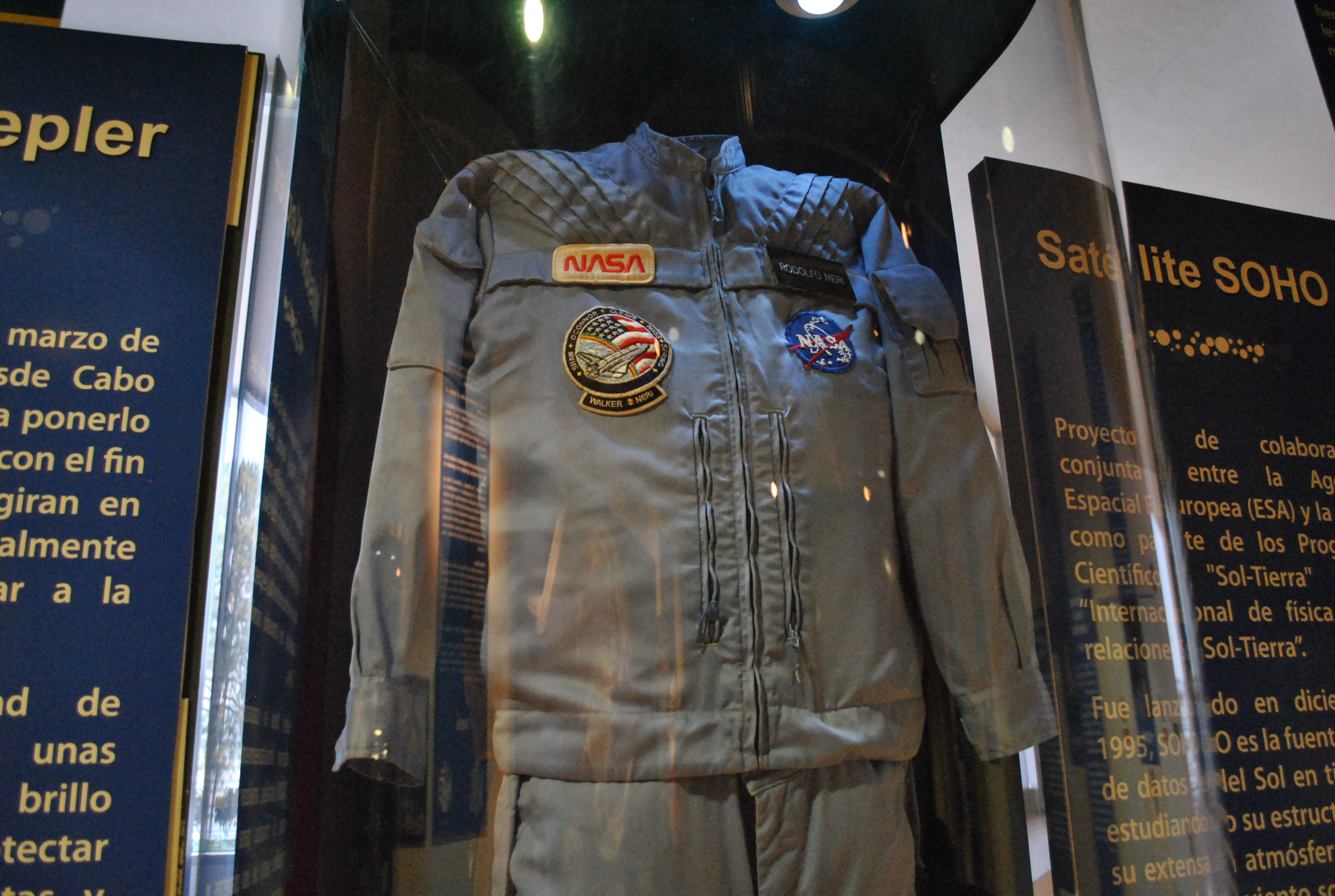
Льотний костюм Нері Вела в Музеї технологій у Мехіко.

Нері був фахівцем із корисного навантаження на борту місії STS-61-B Atlantis (від 26 листопада до 3 грудня 1985 року). STS-61B стартував уночі з Космічного центру Кеннеді (Флорида), і приземлився на авіабазі Едвардс (Каліфорнія). Під час місії екіпаж розгорнув супутники зв'язку MORELOS-B, AUSSATT II і SATCOM K-2, здійснив два шестигодинних виходи у відкритий космос, щоб продемонструвати техніку будівництва космічної станції за допомогою експериментів EASE/ACCESS, керував експериментом електрофорезу безперервного потоку (CRFES) для McDonnell Douglas та контейнера Getaway Special (GAS) для Telesat (Канада), провів декілька експериментів із корисного навантаження для мексиканського уряду та випробував цифровий автопілот Orbiter Experiments (OEX DAP).
На момент завершення місії Нері за понад 165 годин 108 разів облетів Землю, подолавши 2,4 млн миль (3,8 млн км).
На час польоту Нері попросив включити в раціон тортилью. Згодом NASA почало включати тортилью в місії шатлів і МКС, оскільки коржі, на відміну від звичайного хліба, не утворюють крихт і їх можна використовувати для приготування бутербродів або інших страв. Відтоді астронавти вподобали тортилью, вона стала стандартною їжею на борту МКС. Члени команди готують із неї буріто на сніданок, гамбургери і навіть сендвічів з арахісовим маслом і желе.